# Mosquée Othmane de Villeurbanne
La mosquée Othmane est un édifice religieux musulman situé à Villeurbanne, en France.

## Situation
La mosquée est située au 51 rue Octavie, à l'angle avec la rue Pr Émile Bouvier, dans le quartier villeurbannais des Buers.

## Histoire
La mosquée est construite à partir de 2004 et inaugurée le 1er avril 2006. Elle fait l'objet d'une extension, sur le terrain qui la jouxte à l'est, dont la première pierre est posée en juin 2019.

## Description
La mosquée Othmane est avant tout un lieu de culte accueillant de nombreux fidèles aux différentes prières et principalement celle du vendredi. Mais pas seulement: c’est aussi un centre de formation réputé dans la région et un centre culturel dynamique. La mosquée est l’unique organisateur de toutes les activités culturelles et le fait sur ses fonds propres avec l’aide de l’énergie de nombreux bénévoles.
L’association est membre de l’UOIF (Union des Organisations Islamiques de France) depuis 1995.